# Tricholoma imbricatum
Tricholoma imbricatum (Elias Magnus Fries, 1815 ex Paul Kummer, 1871) din încrengătura Basidiomycota, în familia Tricholomataceae și de genul Tricholoma, este o specie de ciuperci comestibile care coabitează, fiind un simbiont micoriza, formând prin urmare micorize pe rădăcinile arborilor. O denumire populară nu este cunoscută. Acest burete destul de comun trăiește în România, Basarabia și Bucovina de Nord de obicei în grupuri, adesea în mănunchiuri, în păduri de conifere și mixte precum la marginea lor aproape exclusiv sub pini, foarte rar și pe lângă molizi. Marcel Bon pretinde că soiul s-ar dezvolta din când în când și sub plopi sau stejari. Apare pe sol nisipos și sărac în calcar, de la câmpie la munte, din (august) septembrie până în noiembrie.

## Taxonomie
Numele binomial a fost determinat de marele savant suedez Elias Magnus Fries drept Agaricus virgatus în volumul 1 al operei sale Observationes mycologicae din 1815.
Micologul german Paul Kummer a transferat specia corect la genul Tricholoma sub păstrarea epitetului, de verificat în marea sa lucrare Der Führer in die Pilzkunde etc. din 1871. Acest taxon este numele curent în prezent (2020). 
Toate celelalte sinonime nu sunt folosite și pot fi neglijate. 
Numele generic este derivat din cuvintele de limba greacă veche (greacă veche τριχο=păr) și (greacă veche λῶμα=margine, tiv de ex. unei rochii), iar epitetul din cuvântul latin (latină imbricatum=suprapus, pus cu gresii, cu plăci suprapuse), ce se referă la aranjarea solzișorilor.

## Descriere

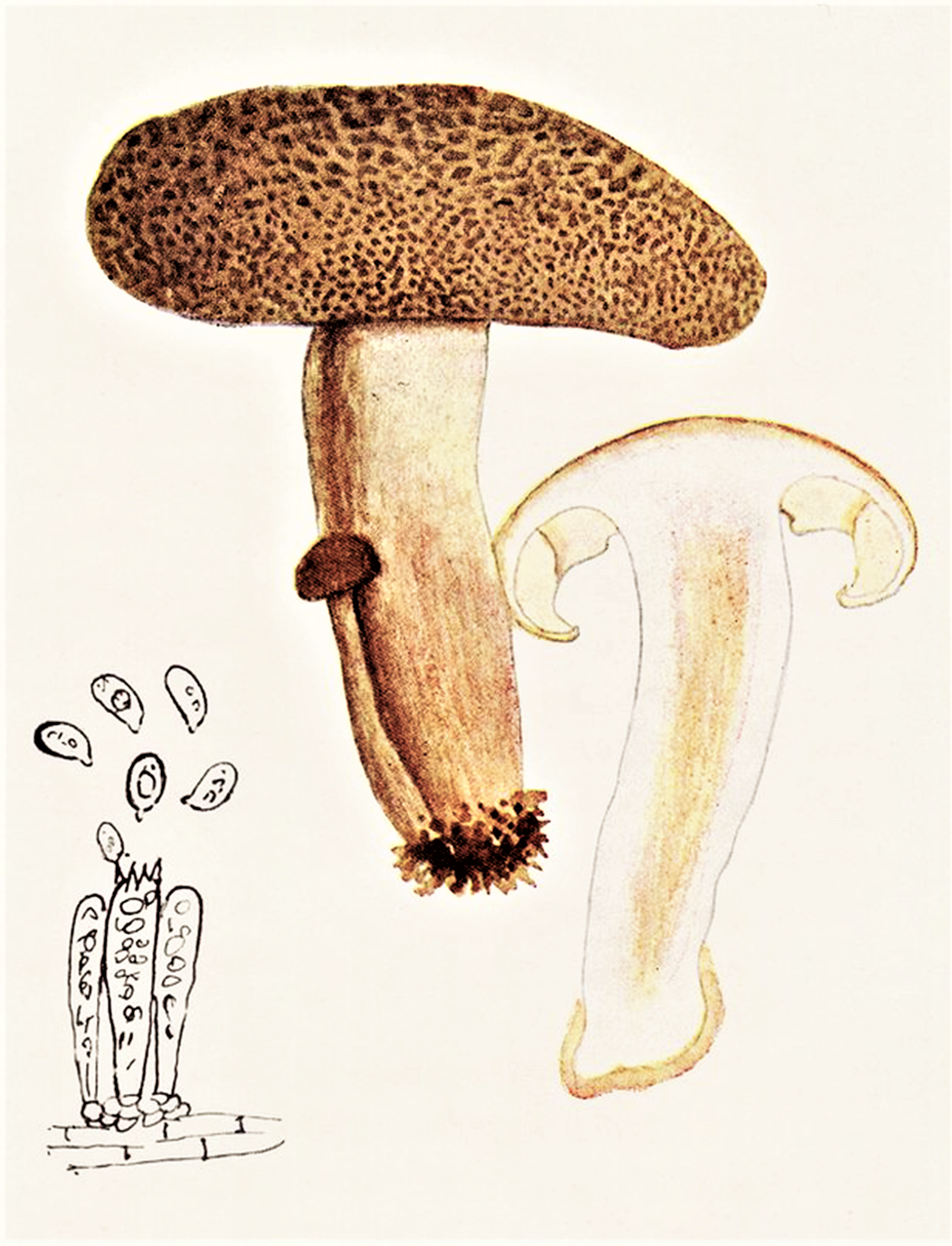
Bres.: Tricholoma imbricatum

- Pălăria: are un diametru de 3-11 (14)cm, este fermă și cărnoasă, inițial emisferică cu marginea (pentru mult timp) răsfrântă spre interior, repede convexă, apoi aplatizată, adesea larg cocoșată cu marginea atunci mai mult sau mai puțin ondulată. Cuticula uscată și mată este dens pâslos-fibroasă și presărată cu mulți solzișori incarnați, mici imbricați, coloritul fiind ocru-brun, brun roșiatic ca curmalele sau brun de ciocolată, spre margine mai deschis.
- Lamelele: moi cu muchii fertile și la bătrânețe slab zimțate, devin cu timpul bulboase, sunt nu prea late, foarte aglomerate, bifurcate și intercalate, bombat aderente la picior (numit: șanț de castel) și în vârstă nu rar șerpuite. Coloritul la început albicios până crem deschis capătă cu timpul o tentă rozalie sau brun-rozalie, nu rar cu pete ruginii, devenind brun-roșiatic la atingere.
- Piciorul: are o lungime de 10-15 (11) cm și o lățime de 2-2,5 cm, este clavat, adesea îngroșat spre bază precum înrădăcinând, slab fibros, neted cu un luciu mătăsos și ușor striat fibros precum în tinerețe plin, apoi tubular gol pe dinăuntru. Este de colorit albicios până palid brun, spre pălărie mereu albui, iar spre bază maroniu. La apăsare capătă pete brune. Nu prezintă o manșetă sau o zonă inelară.
- Carnea: este albicioasă, în culoarele pricinuite de larve brun-roșiatică, compactă, în picior slab fibroasă cu un miros imperceptibil și un gust blând care însă poate să devină rezidual destul de amar la exemplare mai bătrâne.[3][4]
- Caracteristici microscopice: are spori netezi, lat elipsoidali, apiculați spre vârf neamiloizi (nu se decolorează cu reactivi de iod) și hialini (translucizi), având o mărime de 6-8 x 4-4,5 microni. Pulberea lor este albă. Basidiile clavate și fără fibule cu 4 sterigme fiecare măsoară 30-35 x 6-8 microni. Cistidele celule de obicei izbitoare și sterile care pot apărea între basidii și himen, stratul fructifer) sunt mai scurte, cu vârfuri rotunjite și pediculate.[10] Cuticula cu o grosime de  până la 300 microni este formată din fire hifale de asemenea clavate.[3]
- Reacții chimice: carnea se decolorează cu hidroxid de potasiu gălbui, iar cuticula și coaja piciorului brun închis.[11][12]

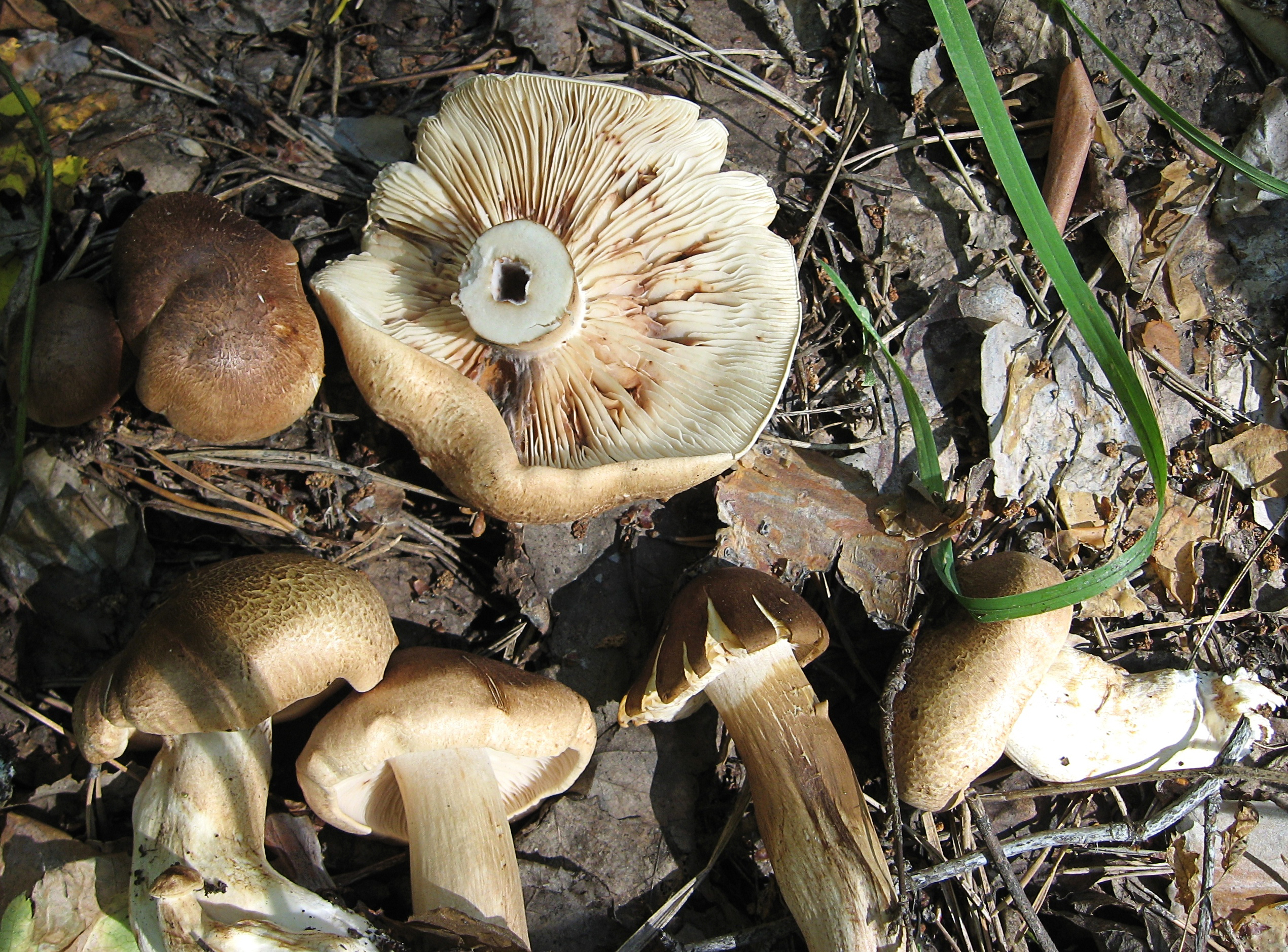
T. imbricatum, lamele și picior
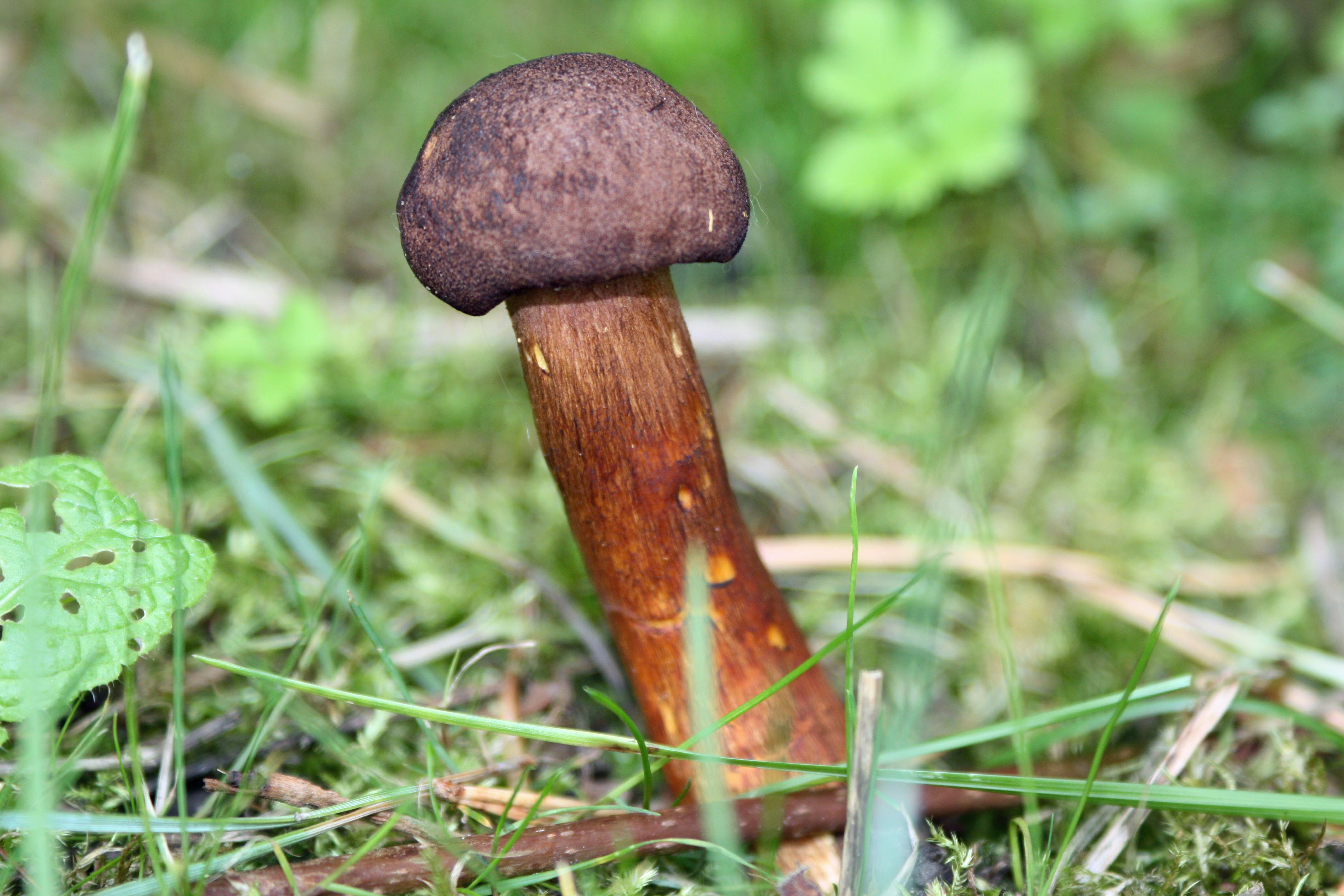
T. imbricatum tânăr
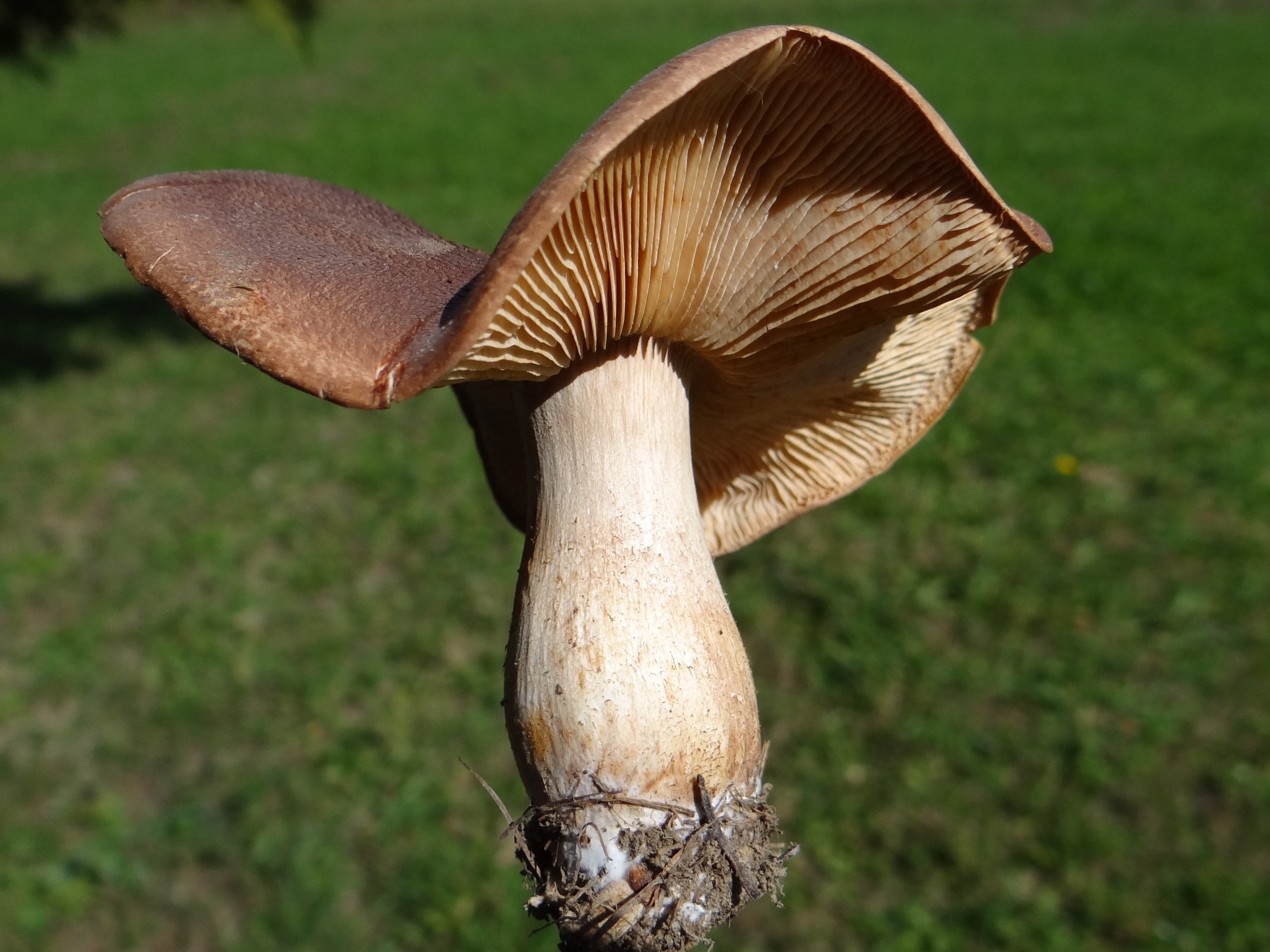
T. imbricatum bătrân
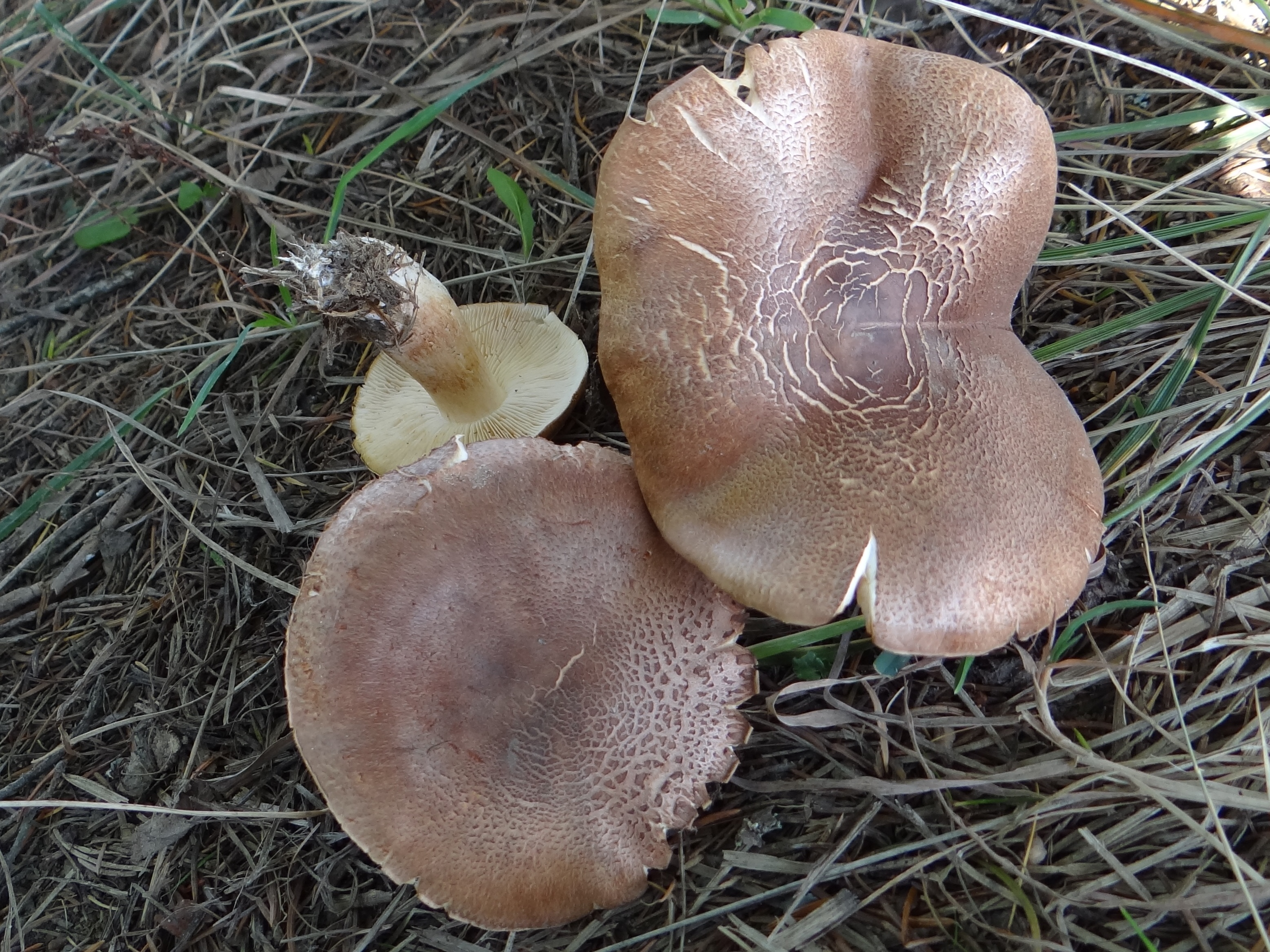
T. imbricatum de culoare mai deschisă
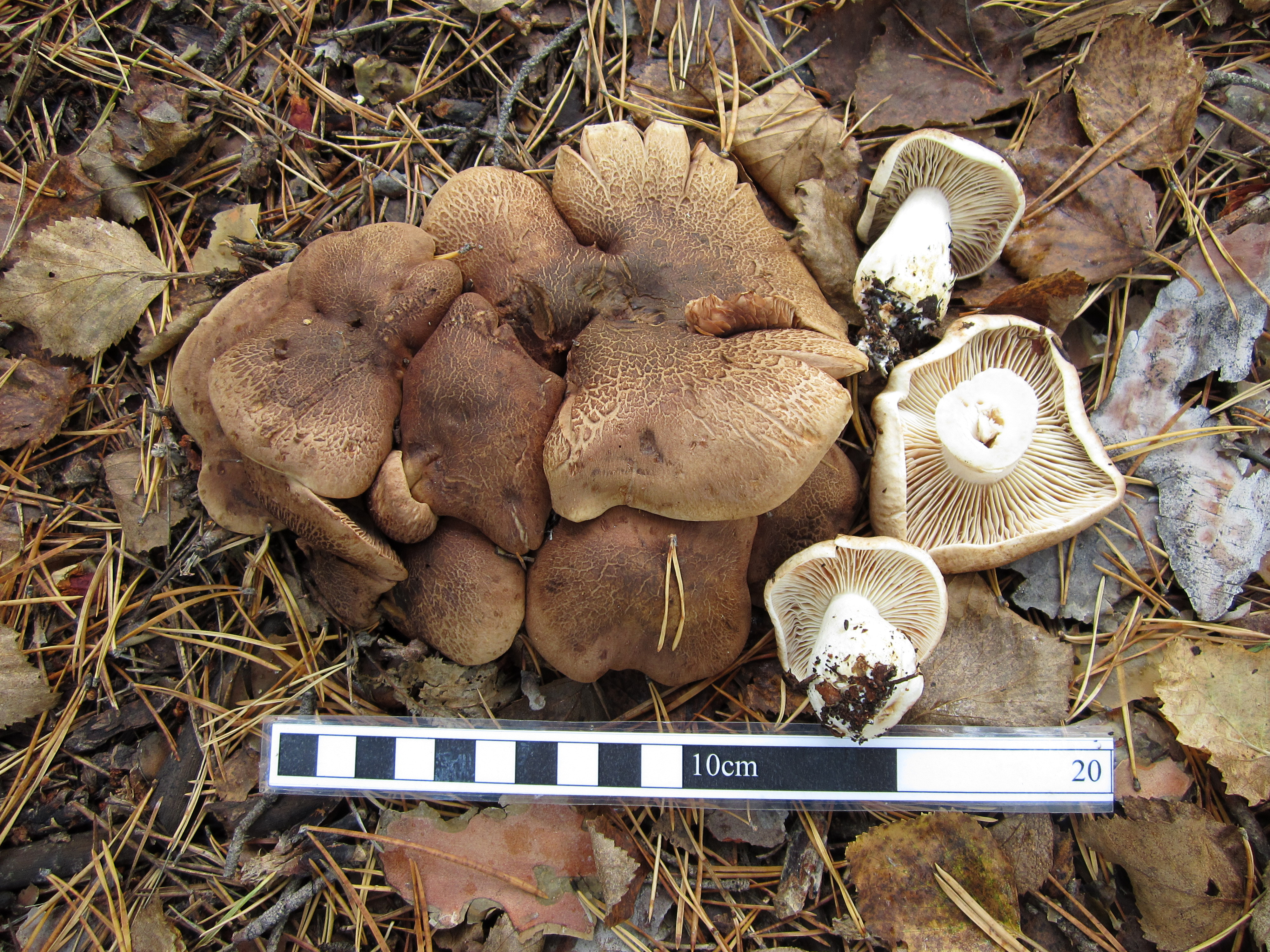
T. imbricatum imbricate în mănunchi

## Confuzii
Specia poate fi confundată cu de exemplu: Tricholoma acerbum (necomestibil), Tricholoma batschii (otrăvitor, foarte amar), exemplare mai mici ale Tricholoma colossus (comestibil), Tricholoma focale (otrăvitor), Tricholoma fucatum (comestibil, dar de valoare scăzută, carne slab gălbuie, miros de făină și gust identic, neamar, trăiește în păduri de conifere), Tricholoma fulvum (necomestibil, carne galbenă, fără miros), Tricholoma pessundatum (otrăvitor), Tricholoma populinum (comestibil), Tricholoma portentosum (comestibil), Tricholoma stans (necomestibil, destul de amar), Tricholoma terreum (comestibil, savuros) Tricholoma ustale (otrăvitor, carne albă care se decolorează după tăiere roșiatic până maroniu, miros de făină, gust asemănător dar ceva lutos-amărui, trăiește în simbioză cu fagi și câteva rășinoase) și Tricholoma vaccinum, sau chiar cu Tricholoma saponaceum (necomestibil), Tricholoma sejunctum (necomestibil), Tricholoma ustale (slab otrăvitor), Tricholoma ustaloides (necomestibil, probabil slab otrăvitor, se dezvoltă în păduri de conifere pe lângă pini pe sol nisipos, cuticulă destul de vâscoasă, miros făinos, gust destul de amar), sau cu forme mai maronii ale Lepista nuda (comestibilă).

## Specii asemănătoare în imagini

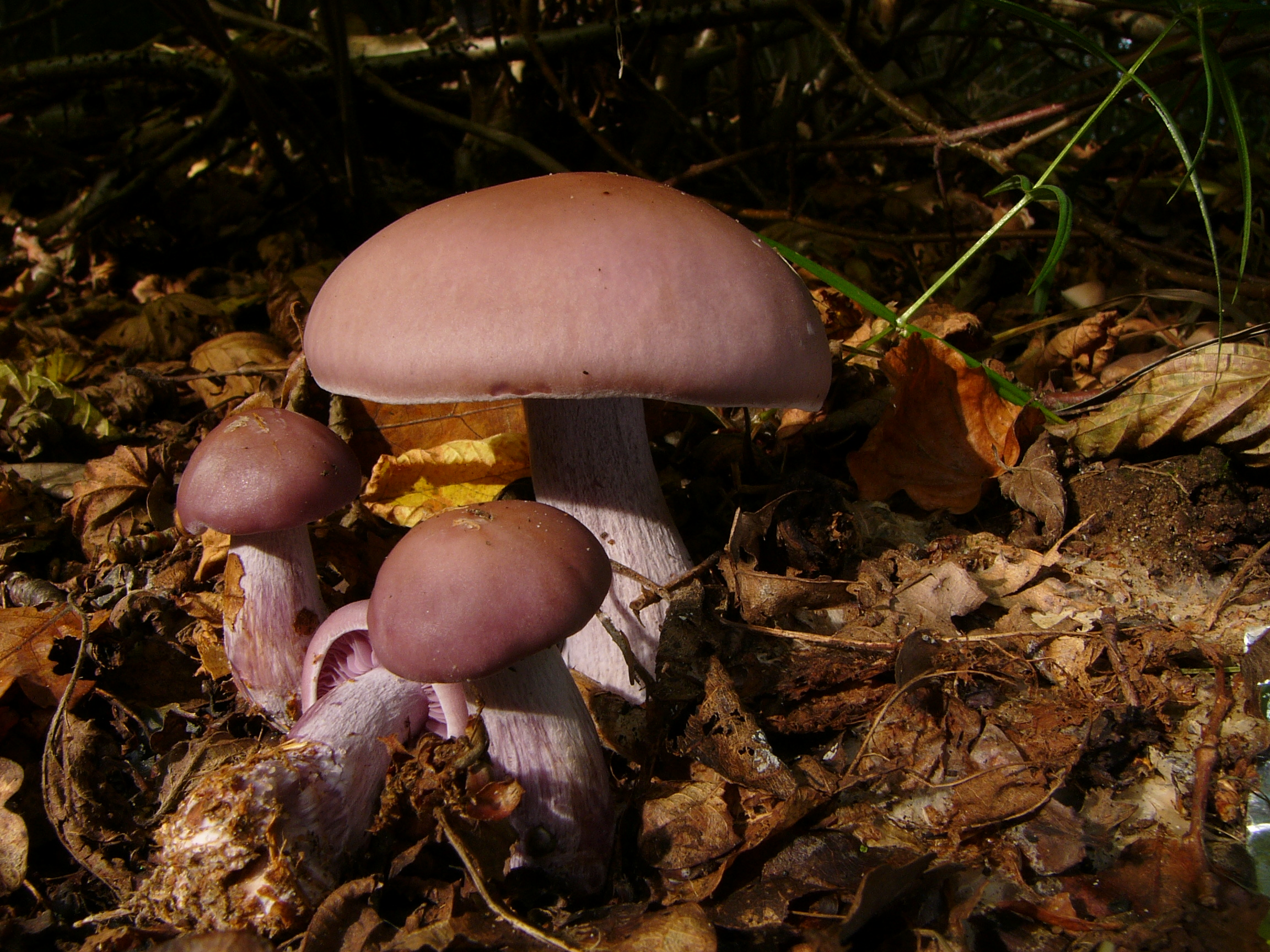
Lepista nuda
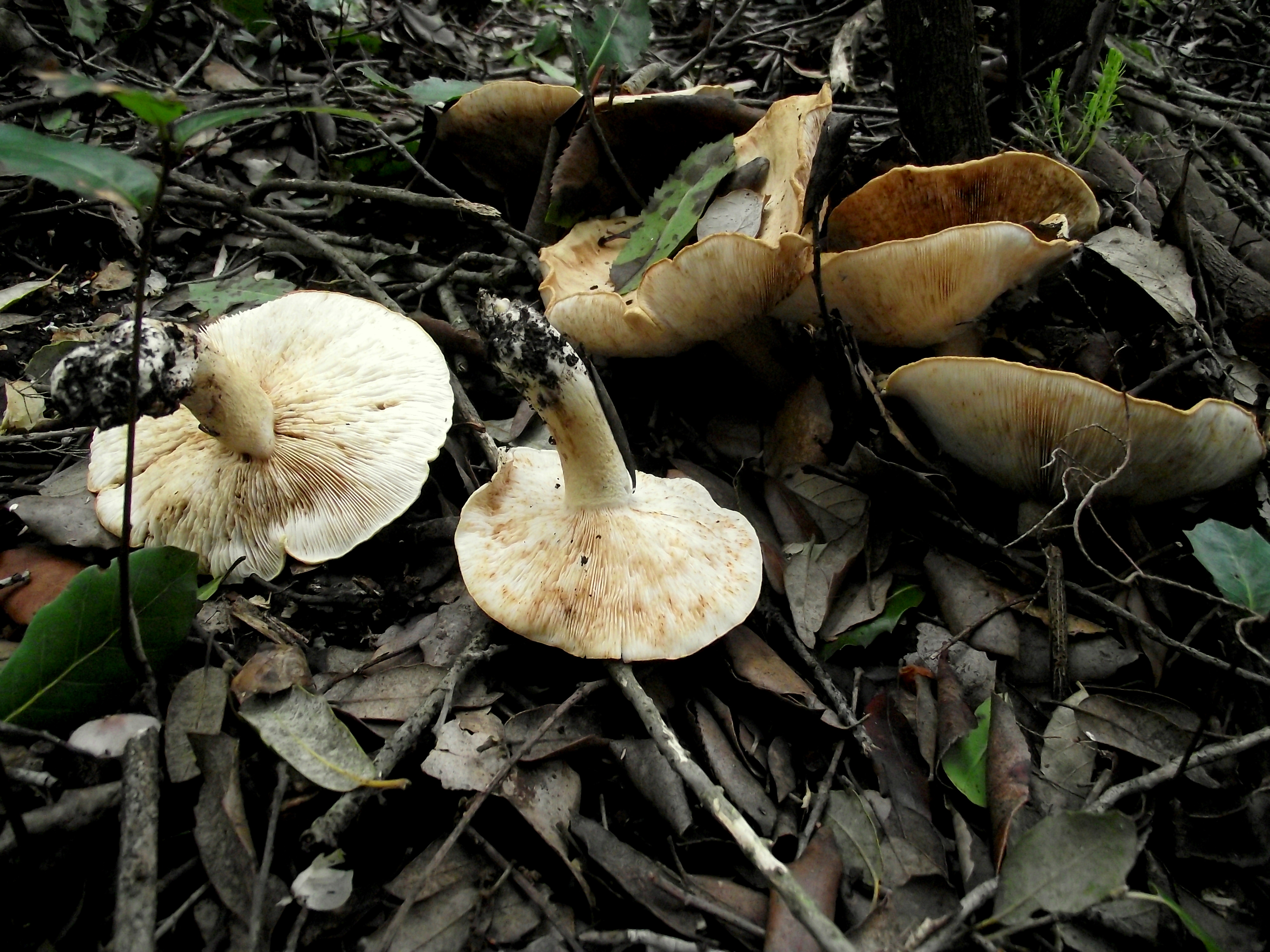
! Tricholoma acerbum !
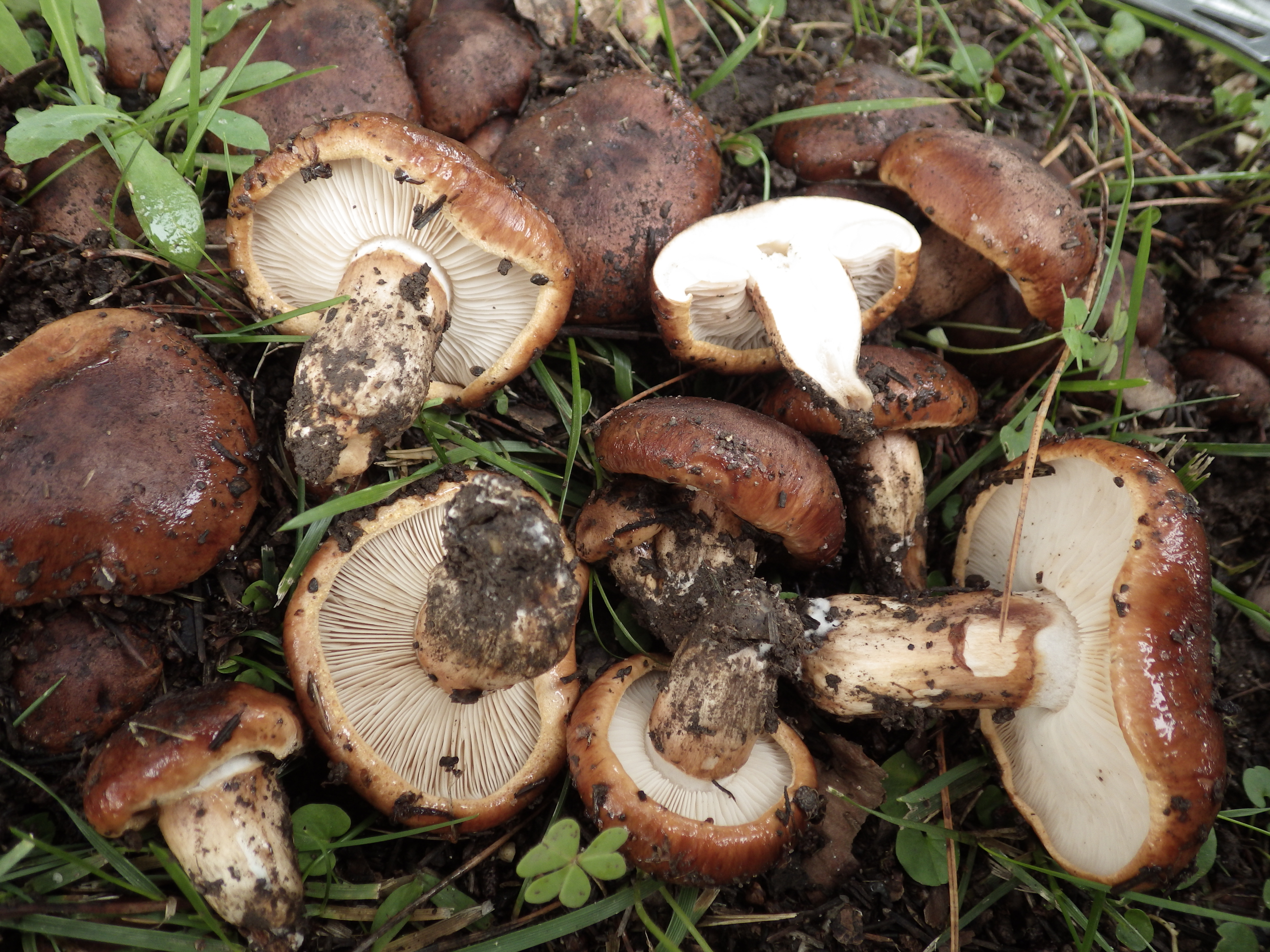
!! Tricholoma batschii!!
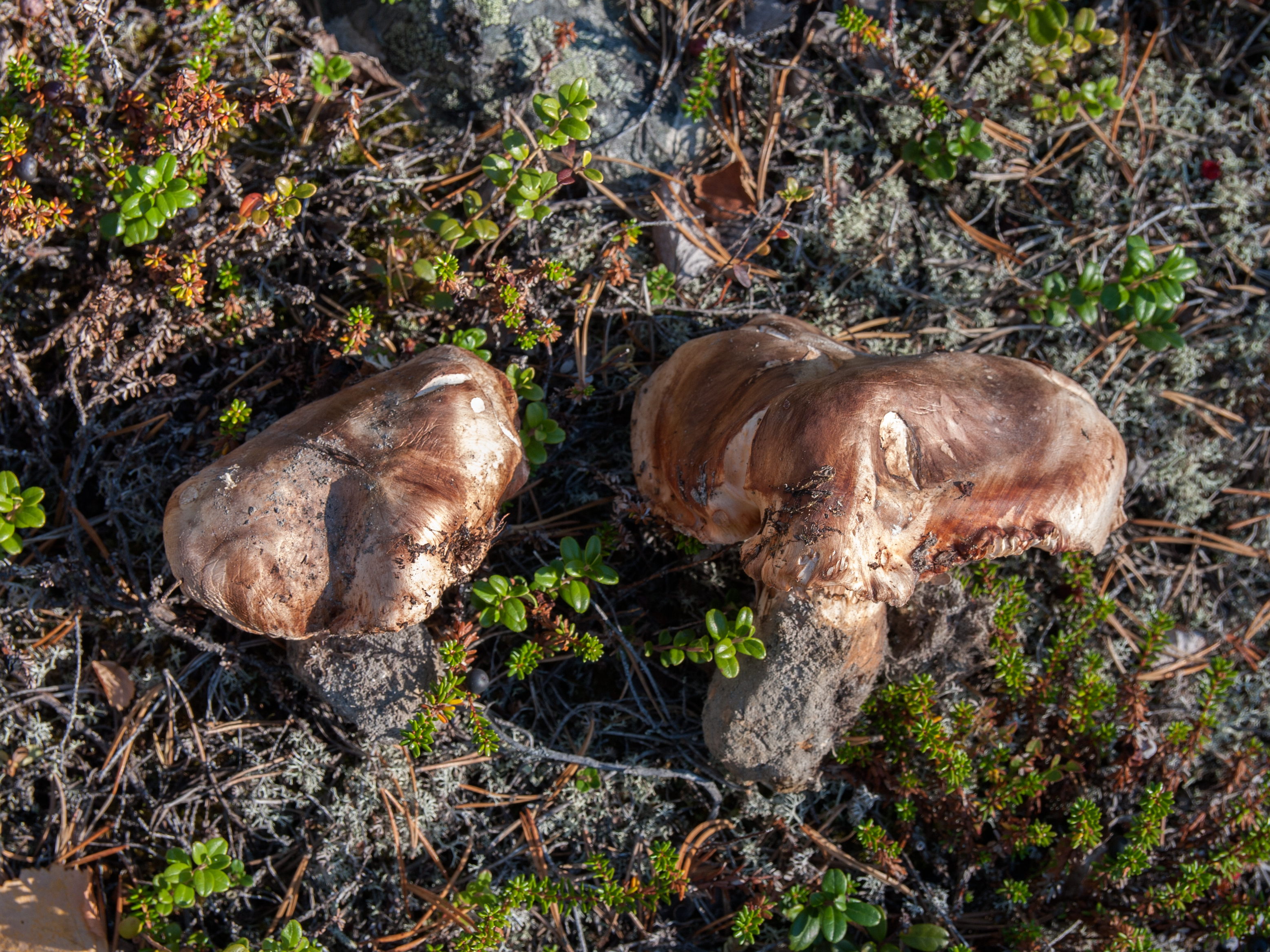
Tricholoma colossus
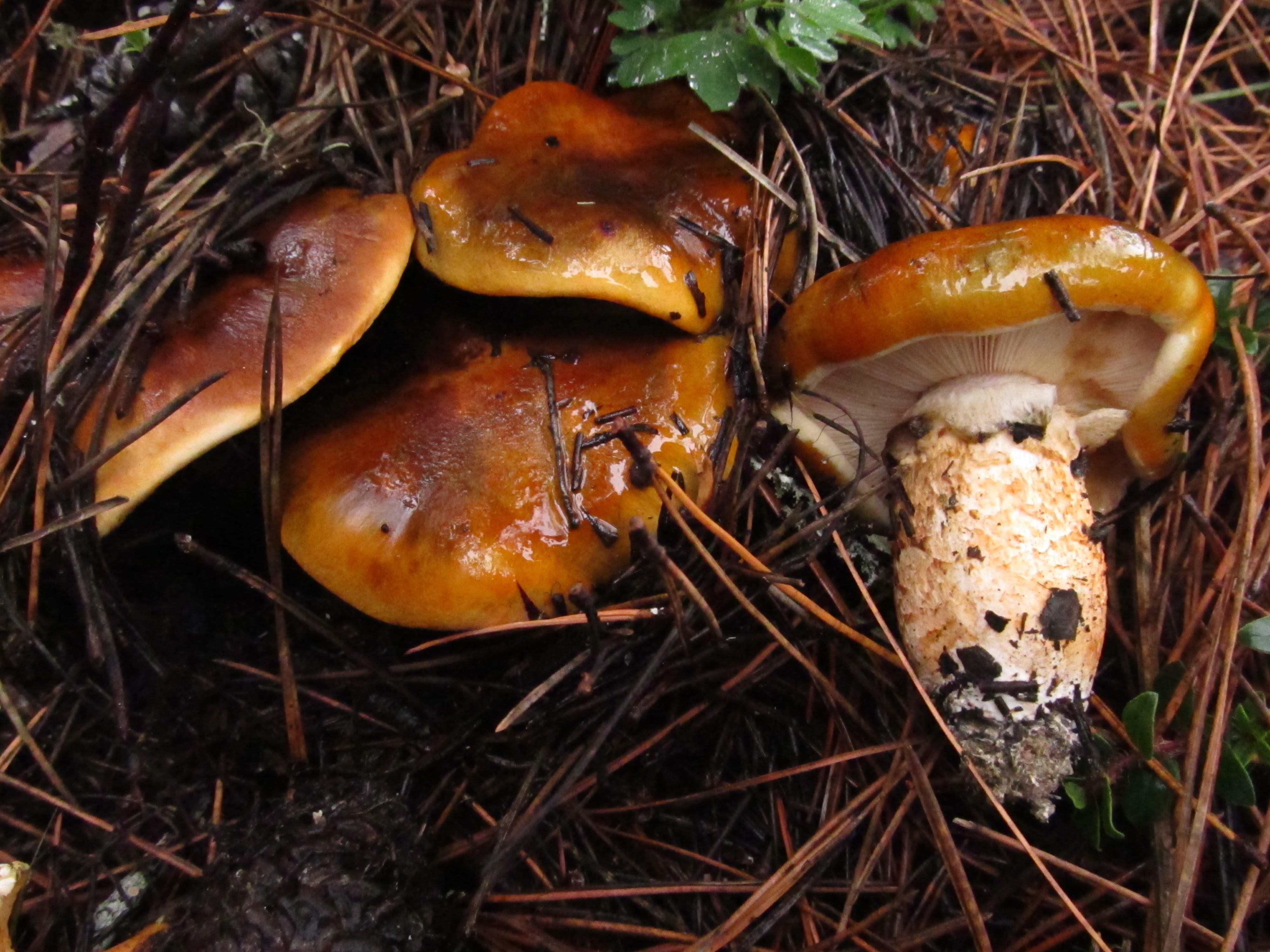
!!Tricholoma focale!!
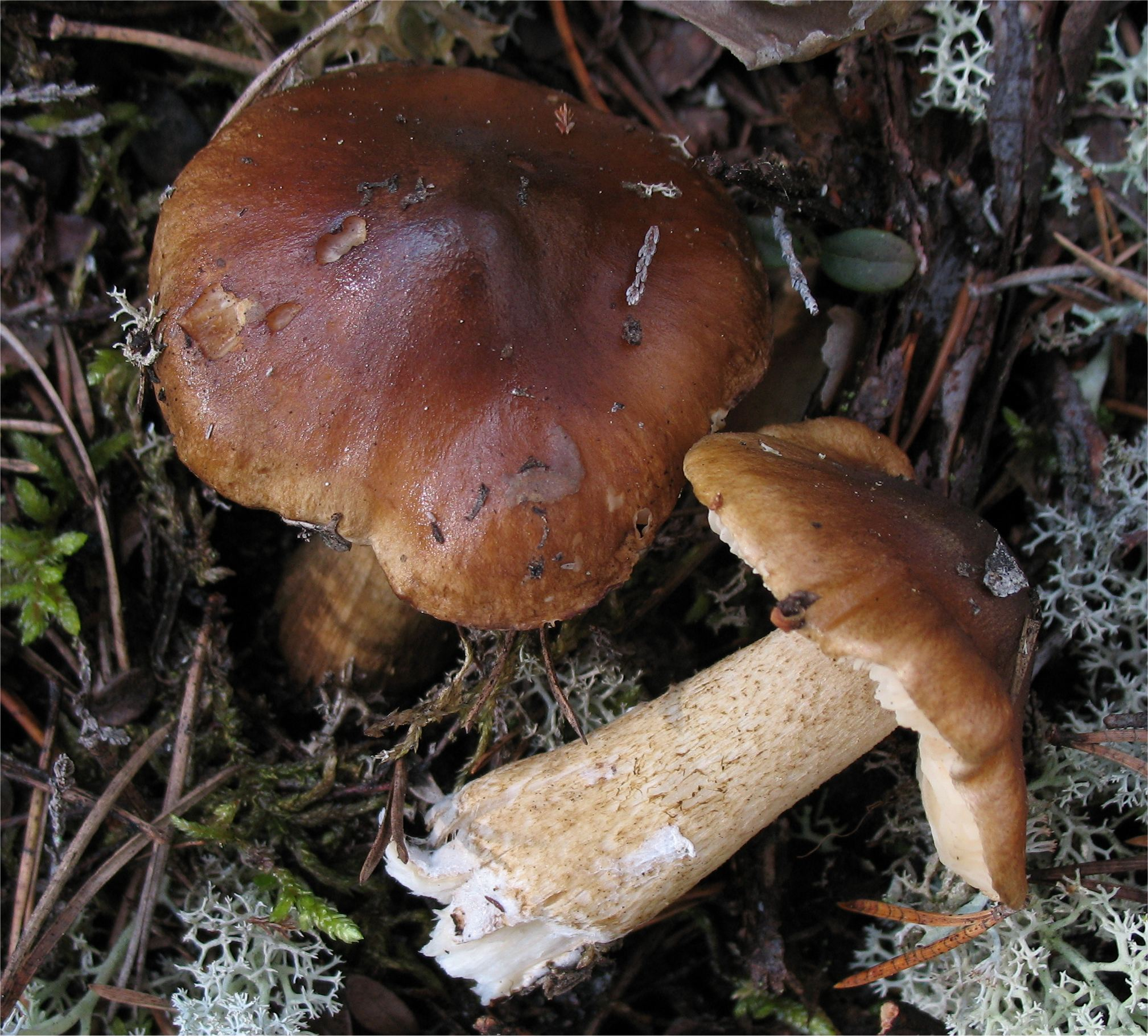
Tricholoma fucatum
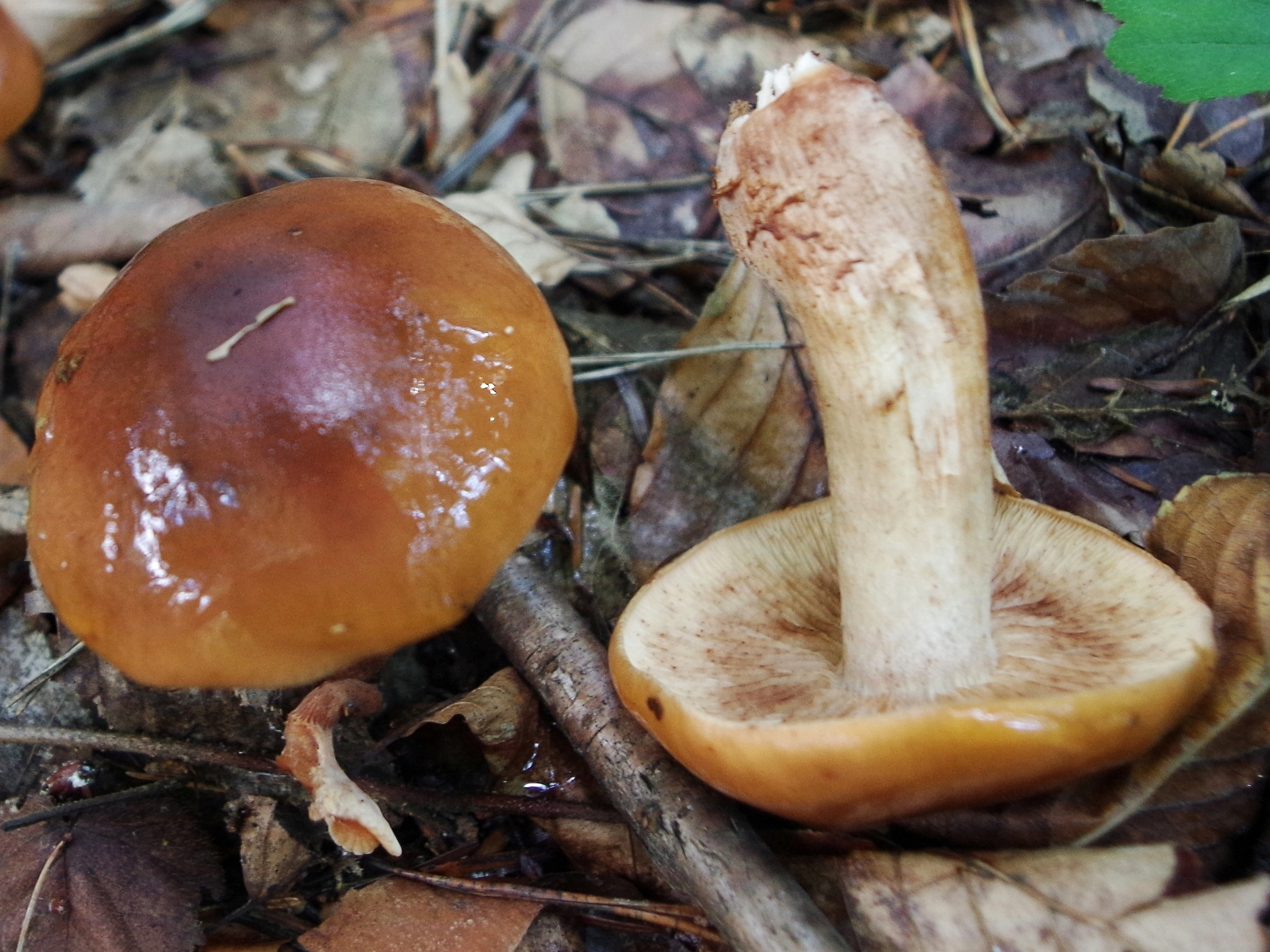
! Tricholoma fulvum !
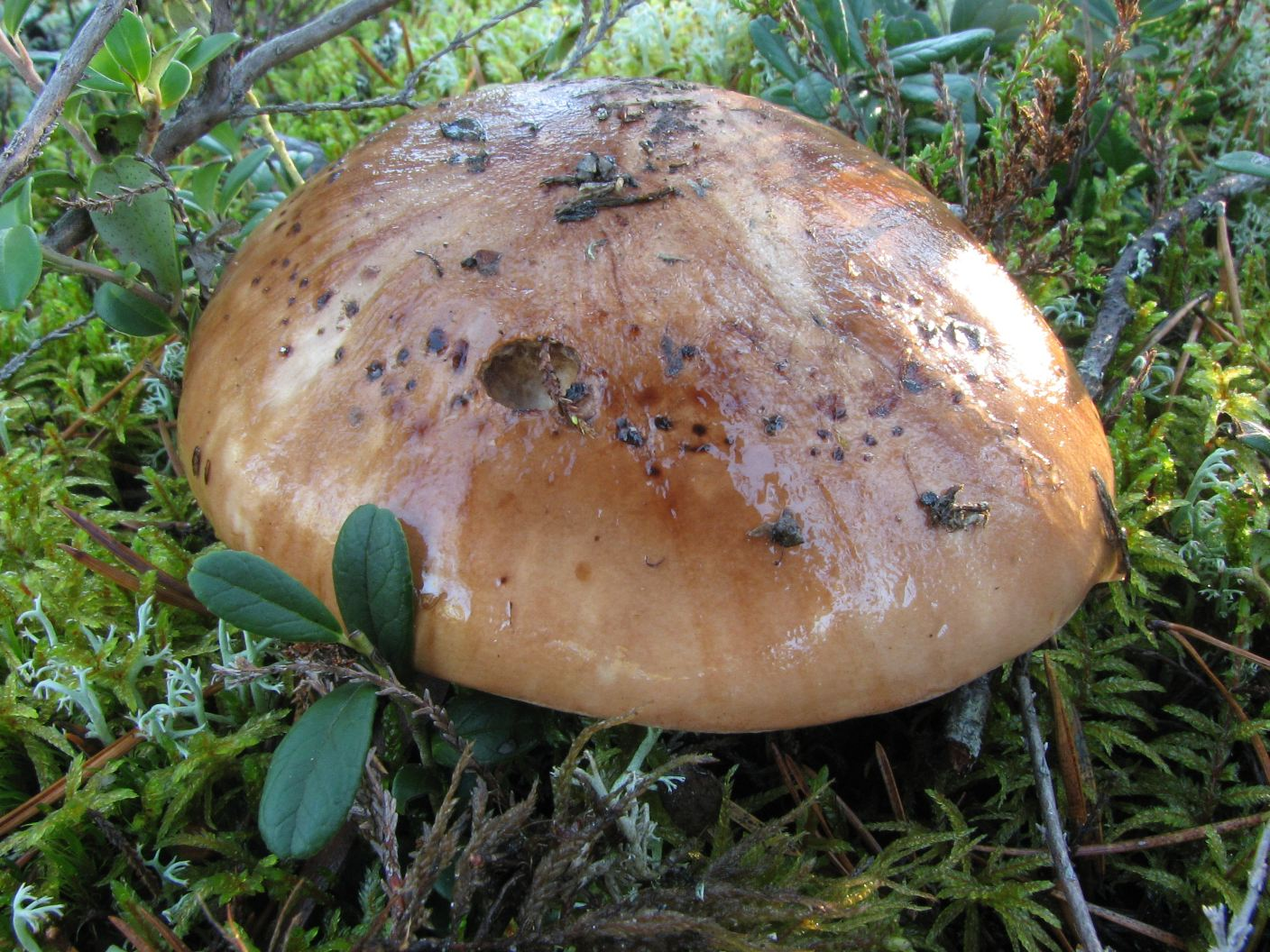
!! Tricholoma pessundatum !!
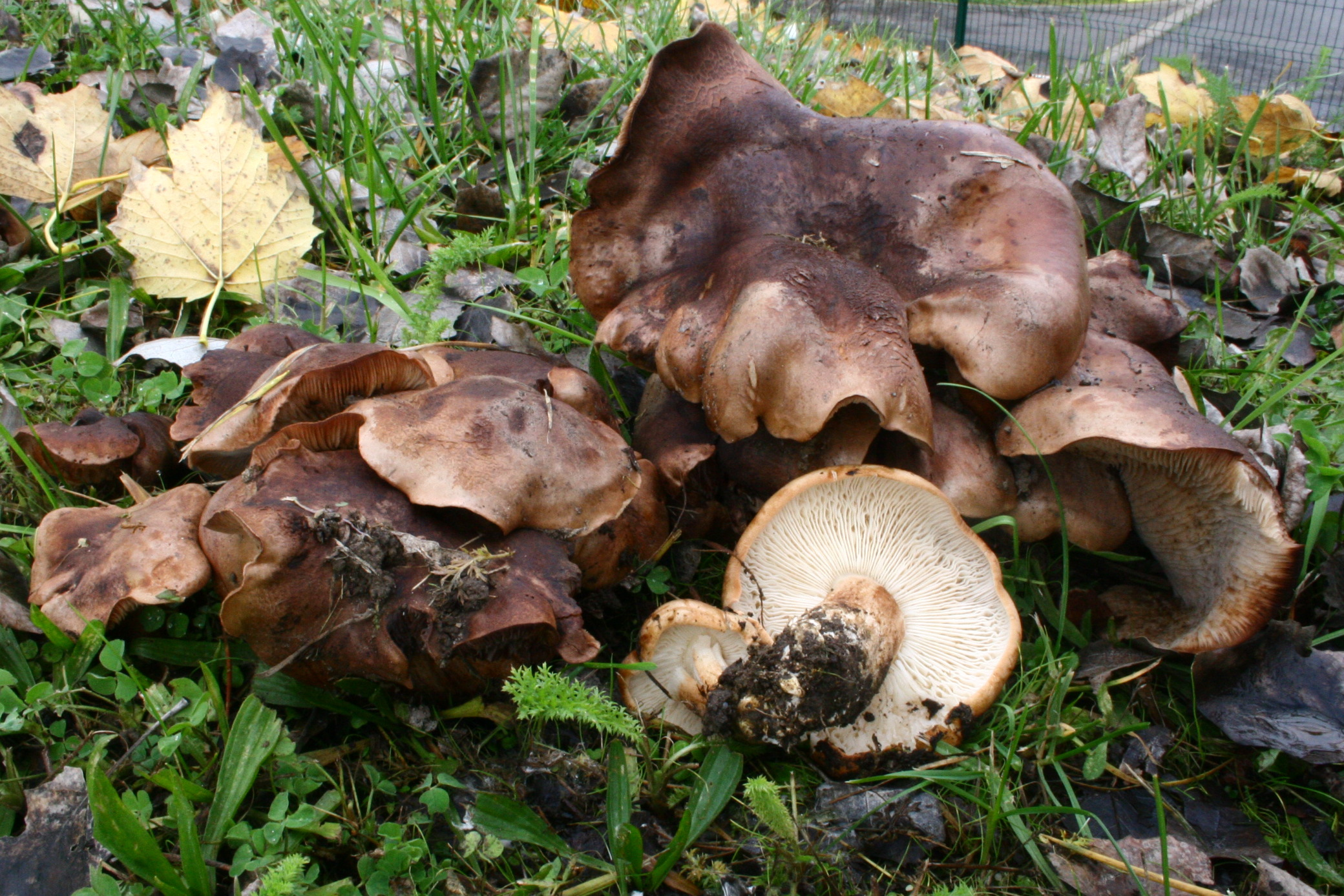
Tricholoma populinum

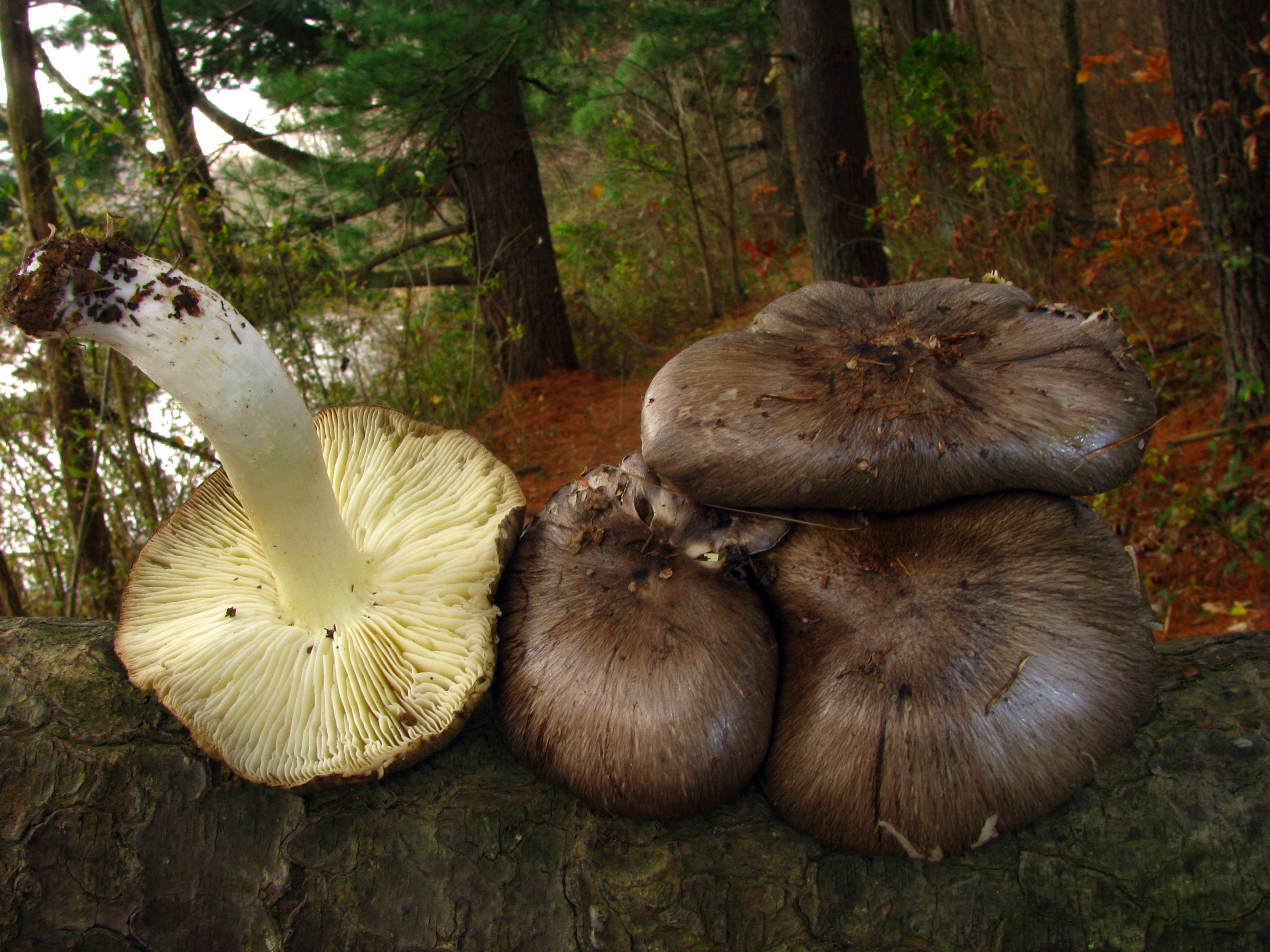
Tricholoma portentosum
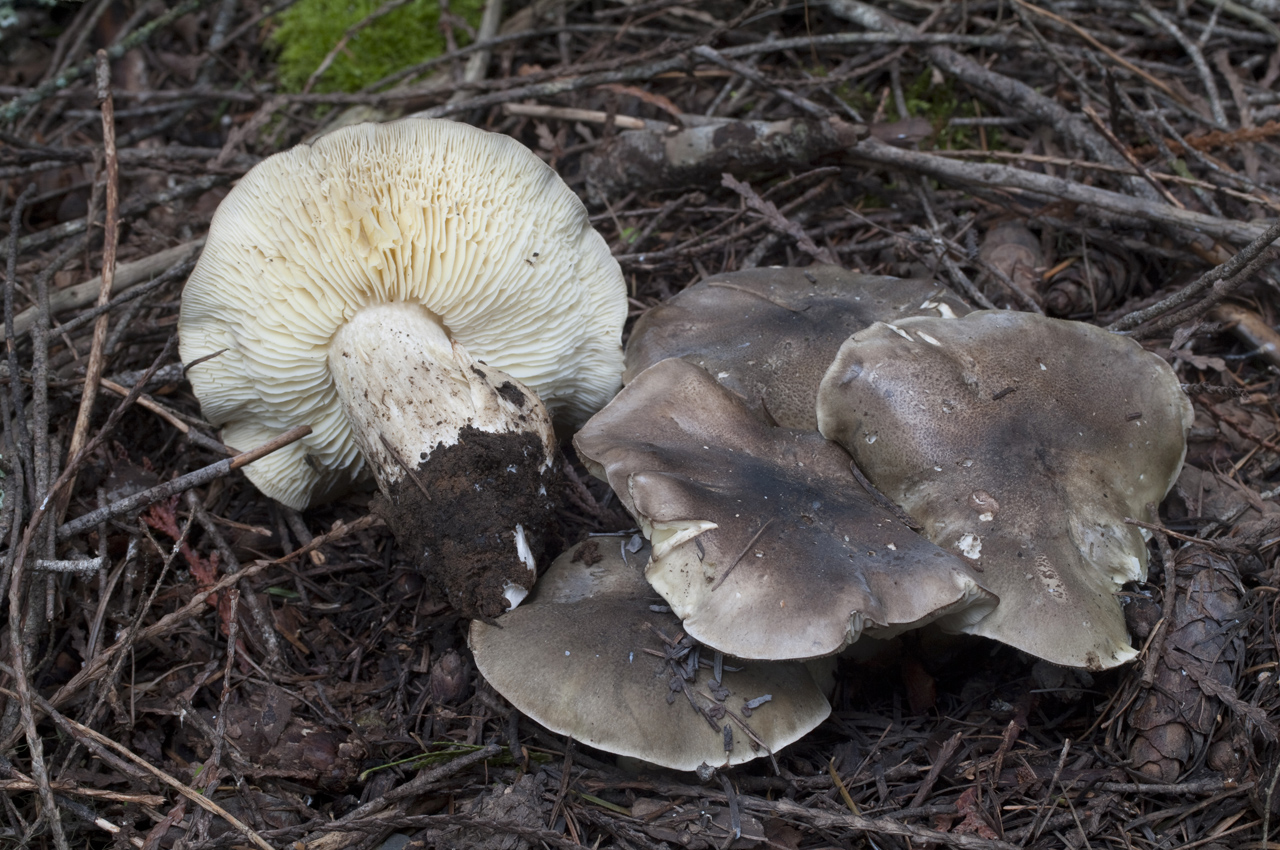
! Tricholoma saponaceum !
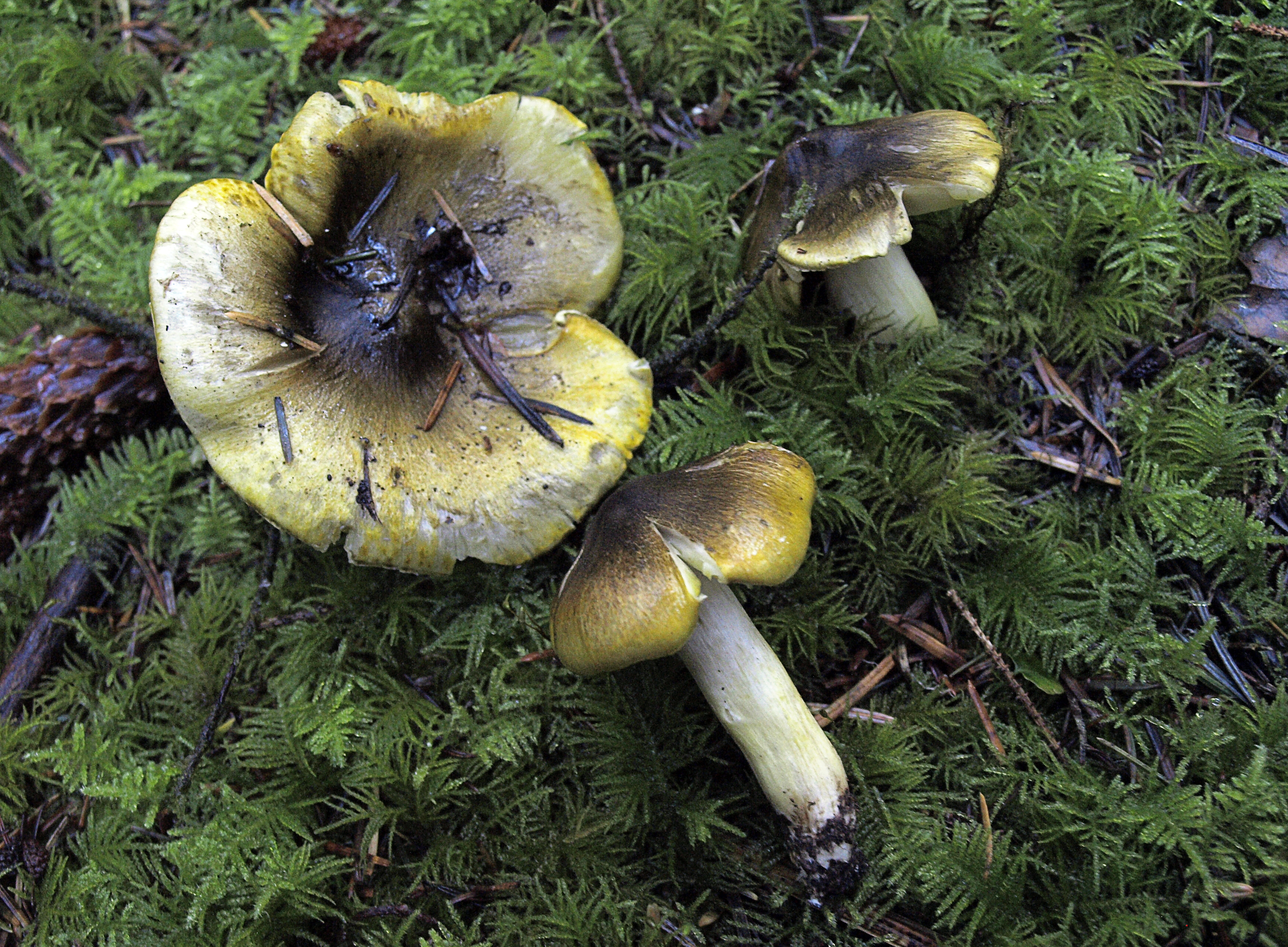
!Tricholoma sejunctum!
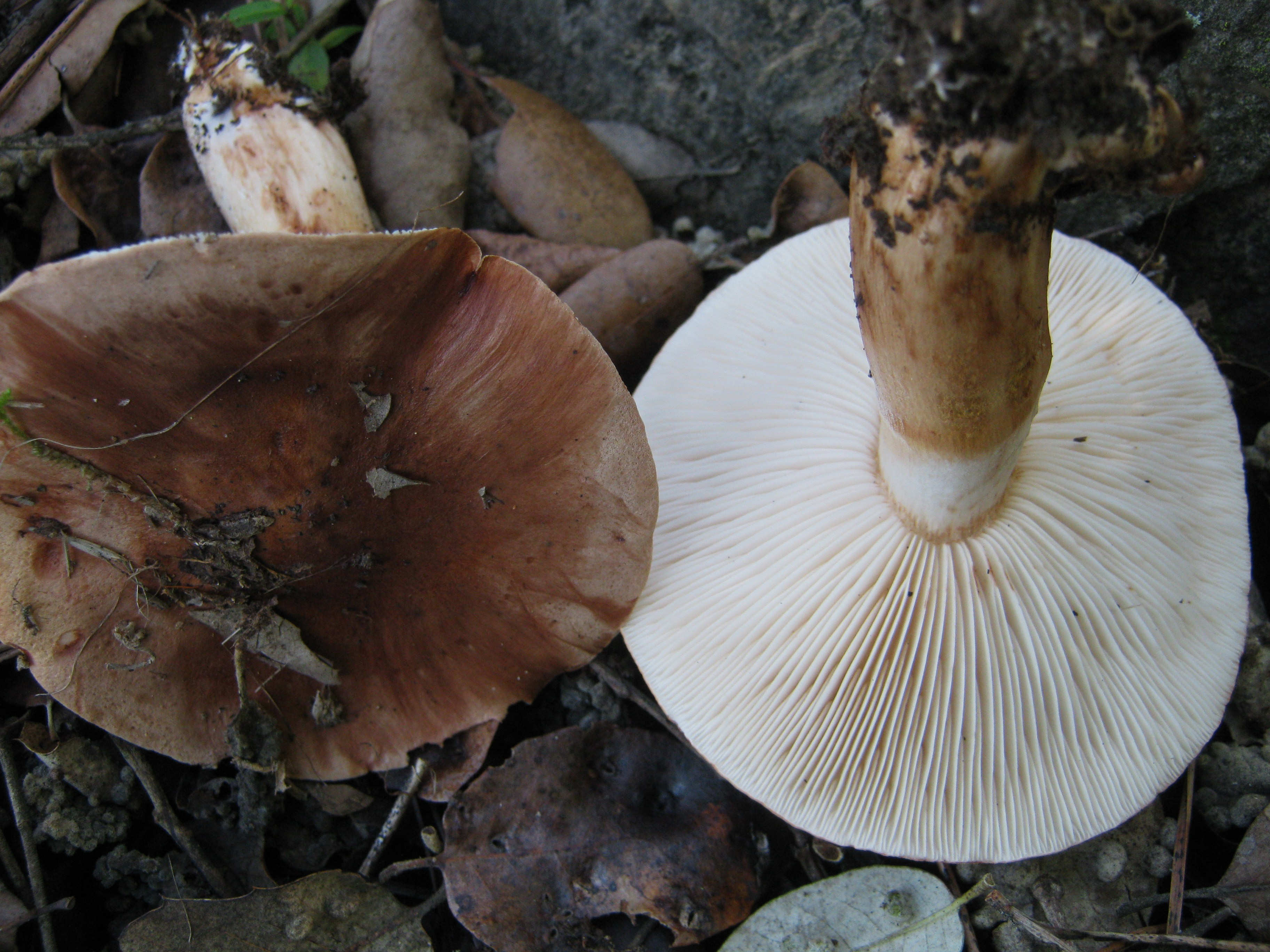
! Tricholoma stans !
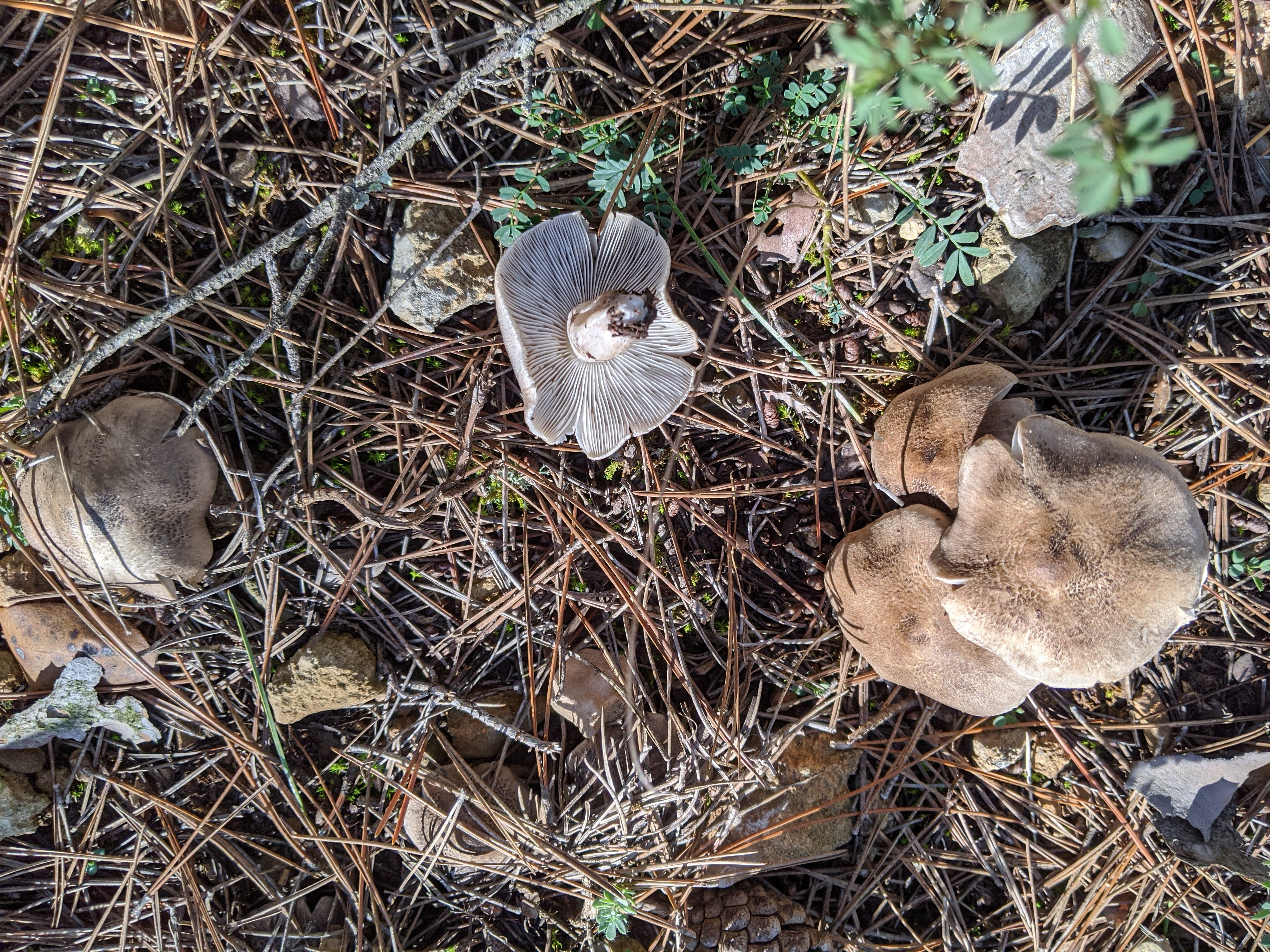
Tricholoma terreum
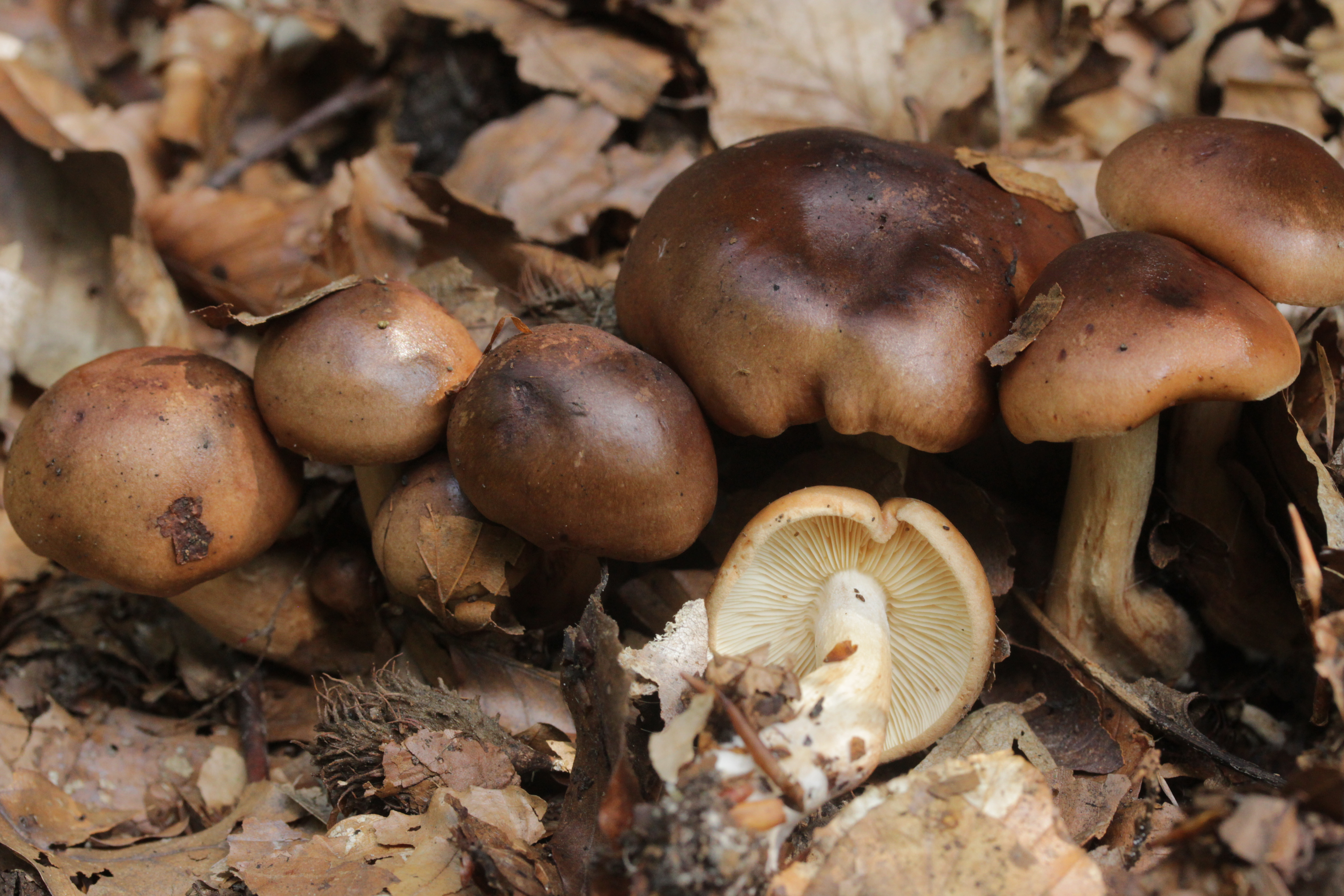
!! Tricholoma ustale !!
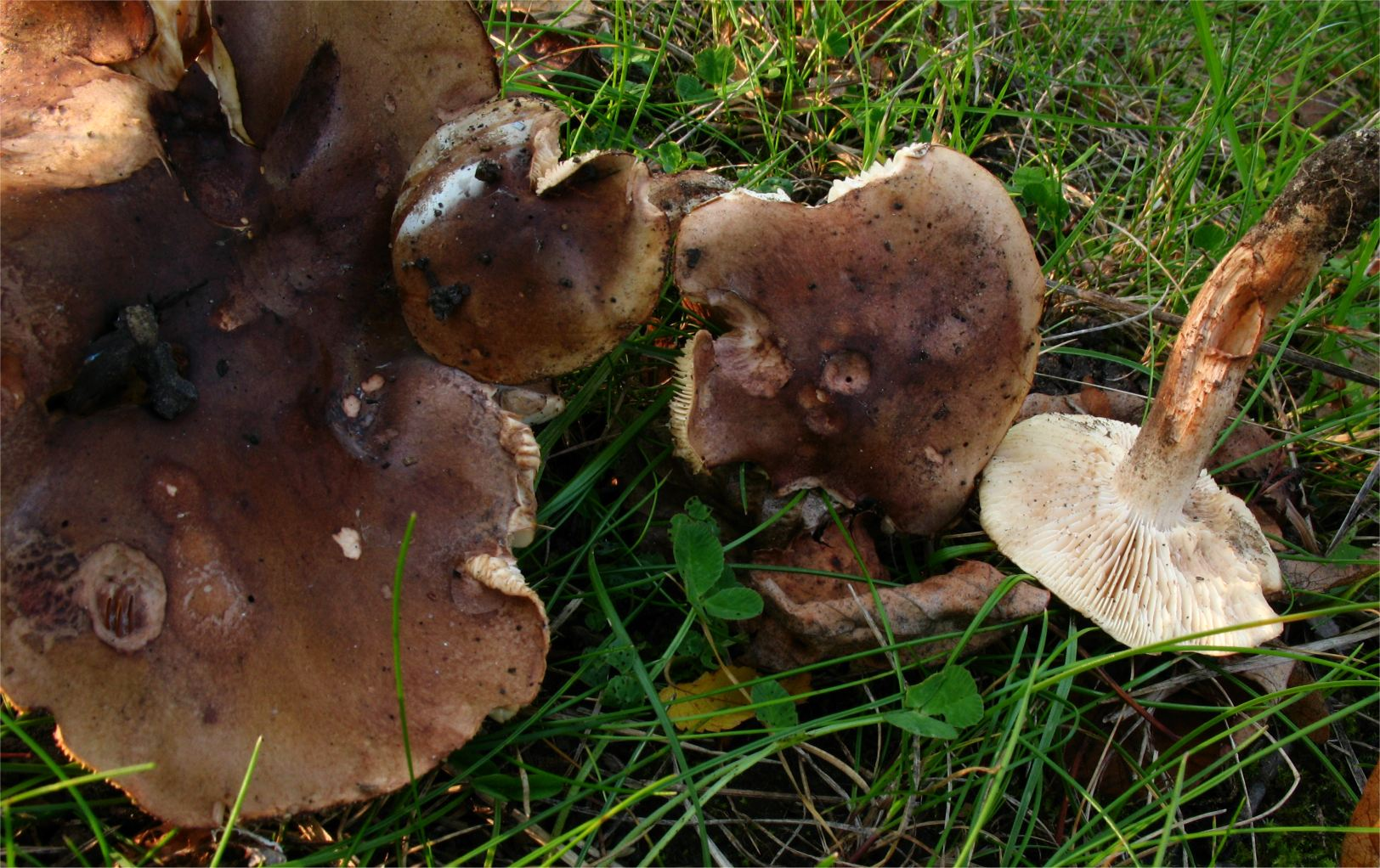
! Tricholoma ustaloides !
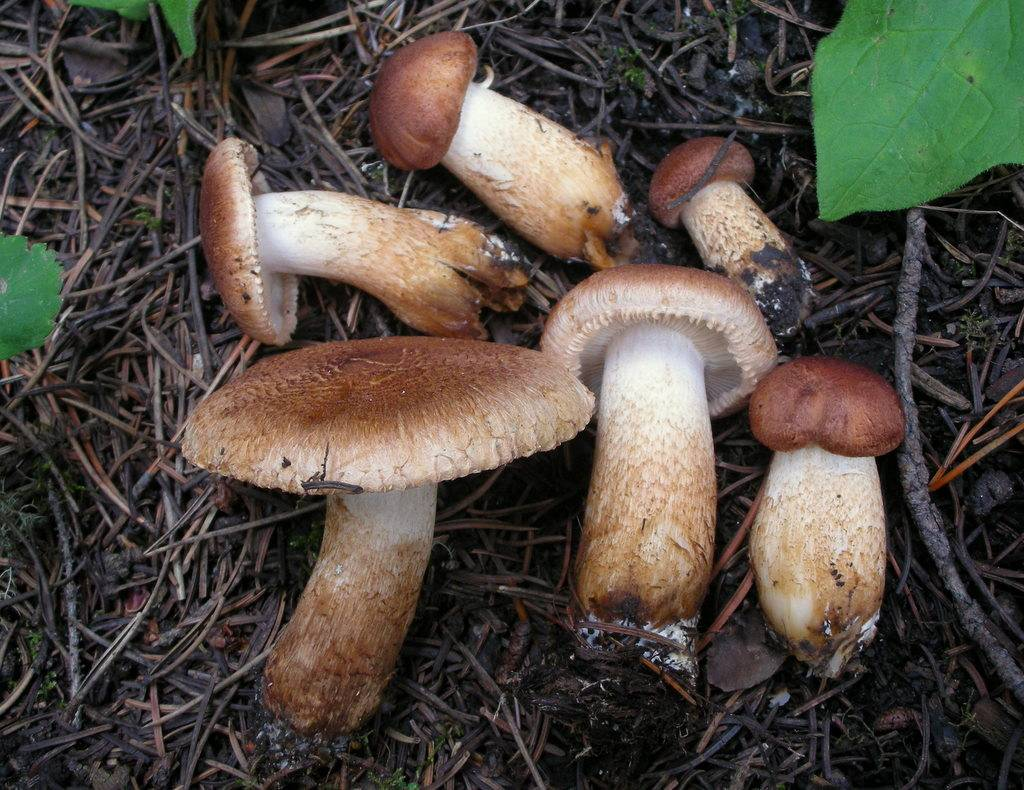
! Tricholoma vaccinum !

## Valorificare
Deși unii autori văd ciuperca chiar necomestibilă, ea poate fi ingerată atât timp cât este mai tânără, pentru că devine la bătrânețe aproape mereu amară. Deși nu prea gustoasă într-o mâncare (de ex. ca ciulama), prăjită și apoi conservată în și/sau ulei este destul de convenabilă. 
| Nu mâncați niciodată bureți de genul Tricholoma iuți și/sau amari (nici după însilozare) pentru că provoacă aproape mereu tulburări gastrointestinale, parțial foarte severe. |